# Eupompha fissiceps
Eupompha fissiceps är en skalbaggsart som beskrevs av Leconte 1858. Eupompha fissiceps ingår i släktet Eupompha och familjen oljebaggar. Inga underarter finns listade i Catalogue of Life.